# Öje
Öje is een nederzetting in het landschap Dalarna en de provincie Dalarnas län in de gemeente Malung-Sälen, Zweden. De plaats heeft 187 inwoners (2005) en een oppervlakte van 72 hectare.
Öje is rondom ingesloten door bos; alleen aan de zuidoostkant van het dorp heeft men uitzicht op het meer Öjesjön of Öjen. Öje ligt tussen Malung (20 km) en Mora (50 km) op zo'n 300 meter boven zeespiegel. In Öje stroomt de Ogstrommen het meer in.